# Elephantidae
De olifanten (Elephantidae) vormen een familie uit de orde der slurfdieren (Proboscidea), waartoe de grootste hedendaagse landzoogdieren behoren. Grotere landzoogdieren (zoals het Indricotherium) hebben bestaan, maar zijn uitgestorven. De wetenschappelijke naam van de familie werd voor het eerst beschreven door John Edward Gray in 1821.
Olifanten onderscheiden zich van andere dieren doordat ze een lange slurf bezitten, die zij als grijporgaan gebruiken, bijvoorbeeld om voedsel op te pakken en zich met water en zand te bestrooien.
Een mannetje wordt stier of bul genoemd, een vrouwtje heet koe en een jong heet kalf.
Olifanten leven in matriarchale groepen, bestaande uit enkele volwassen koeien met hun kalveren. Volwassen bullen leven voornamelijk solitair en voegen zich alleen bij de groep om met geslachtsrijpe koeien te paren. Tijdens de paartijd raakt een bul, door hormonale veranderingen, zodanig opgewonden dat hij onberekenbaar en daardoor zeer gevaarlijk wordt: deze jaarlijkse periode heet de “musth”. In het dichtbevolkte India vallen kuddes woest geworden Aziatische olifanten (of een geïsoleerd exemplaar, een “rogue”) soms dorpen en plantages aan waarbij in een aantal gevallen vele doden zijn te betreuren. Die woestheid wordt meestal uitgelegd als het gevolg van de verkleining van hun leefgebied door de mens.
Volwassen olifanten bereiken vaak een gewicht van 3 tot 5 ton bij een schofthoogte van ongeveer 3 meter. Uitschieters zijn mogelijk; de zwaarste olifant woog ongeveer 12 ton, maar dit was niet de grootste olifant. Dit record werd behaald door een bul die meer dan 4 meter hoog was met een gewicht van ongeveer 8 ton.
Olifanten hebben afgezien van de mens weinig vijanden, toch zijn er groepen leeuwen die vooral 's nachts bij drinkpoelen een aanval wagen op de in het donker veel slechter ziende Afrikaanse olifanten en een jong of verzwakt exemplaar doden. Ook solitair levende oude en verzwakte bullen kunnen gedood worden door een groep leeuwen. Bij succes zal zo'n groep leeuwen daarmee blijven doorgaan, maar normaal gesproken gaan leeuwen, zeker overdag, een kudde olifanten uit de weg.

## Kenmerken

### Slurf
Een van de opvallendste kenmerken van een olifant is de lange slurf. Hiermee kan een olifant allerlei dingen vastpakken. Eigenlijk is de slurf een heel lange neus met een bovenlip er aan vast. Aan het eind van de slurf zitten de neusgaten. Daardoor kan een olifant ruiken waar eten te vinden is. Met een soort vingertje aan de slurf grijpt een olifant zijn voedsel. Een Afrikaanse savanne-olifant heeft zelfs twee van die vingertjes. De slurf wordt ook gebruikt om mee te drinken en te wassen; de olifant zuigt zijn slurf vol water en spuit dat in zijn bek of hij gebruikt zijn slurf als douche. Een olifant kan met zijn slurf een trompetterend geluid maken. Een andere functie van de slurf is om mee te vechten. Uit voorzorg kan een olifant ter bescherming zijn slurf oprollen.
Een slurf van een volwassen olifant weegt zo'n 150 kilo. Het is een bundel van bloedvaten, vet, lymfevaten, zenuwen, bindweefsels en spieren bedekt met een gerimpelde lichtbehaarde huid. Een wetenschapper uit de negentiende eeuw schatte dat de slurf ongeveer 40.000 spieren had. Een recenter onderzoek wees echter uit dat de slurf ruim 148.000 spieren bevat. Aan de buitenkant lopen in de lengterichting van de slurf vier lange spierbundels; één aan de voorkant van de slurf, één aan de achterkant en twee aan de zijkanten. Die zorgen voor het bewegen van de slurf. Verder zijn er van boven naar beneden tienduizenden kleine spiertjes die zorgen voor de fijnregeling.

### Slagtanden

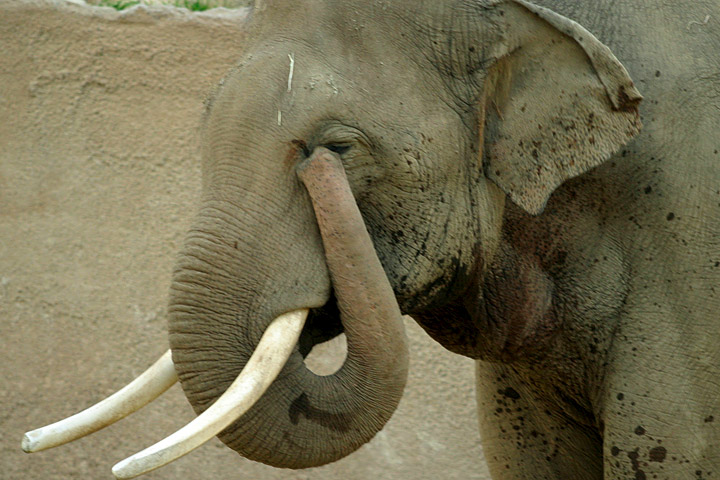
Slagtanden van de Aziatische olifant

De slagtanden van een olifant zijn de verlengde bovenste snijtanden.

### Tanden
De tanden van de olifanten verschillen van die van de meeste andere zoogdieren. Gedurende hun leven hebben ze gewoonlijk 28 tanden. Deze zijn:
- De twee bovenste snijtanden, de slagtanden.
- De melktanden van de slagtanden.
- 12 premolaren, 3 aan elke kant van elke kaak.
- 12 kiezen, 3 aan elke kant van elke kaak.

## Taxonomie
Tot 2001 werd gedacht dat er twee olifantensoorten waren, de Aziatische en de Afrikaanse olifant. Op veel websites en in veel boeken is dit (in 2003) nog zo vermeld. DNA-onderzoek heeft echter aangetoond dat de Afrikaanse olifantensoort uit twee (misschien drie) soorten bestaat, die onderling grote genetische verschillen hebben, net zo veel verschil als bijvoorbeeld tijgers en leeuwen. Deze soorten zijn de bosolifant en de savanneolifant. Ook uiterlijk verschillen de twee Afrikaanse soorten. De bosolifant is kleiner, heeft kortere en smallere slagtanden, rondere oren, en een andere vorm van de kop. Er is misschien nog een derde olifantensoort: de West-Afrikaanse olifant. Deze heeft nog geen Latijnse benaming en verschilt genetisch van de andere soorten.

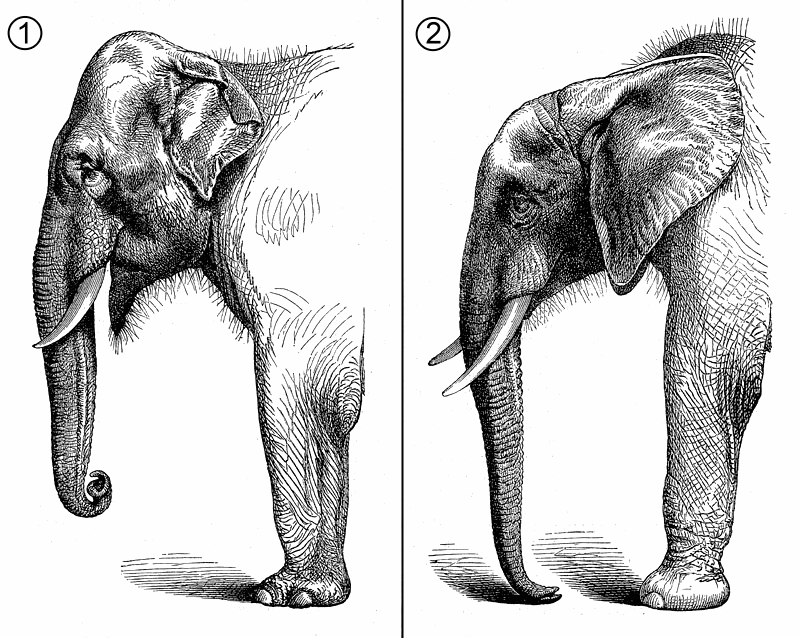
links Elephas maximus, rechts Loxodonta africana

De nog bestaande olifantensoorten en hun ondersoorten zijn:
- Elephas maximus - de Aziatische olifant.
  - Elephas maximus indicus - de Indische olifant
  - Elephas maximus maximus - de Ceylon-olifant
  - Elephas maximus sumatranus - de Sumatraanse olifant
  - Elephas maximus borneensis - de Borneodwergolifant
- Loxodonta africana - de Afrikaanse savanneolifant
- Loxodonta cyclotis - de Afrikaanse bosolifant
- (nog geen wetenschappelijke benaming) - de West-Afrikaanse olifant

De complete onderverdeling van de olifanten ziet er als volgt uit:
- Familie Elephantidae Gray, 1821
  - Onderfamilie Stegotetrabelodontinae Aguirre, 1969
    - Geslacht Stegotetrabelodon Petrocchi, 1941  †
    - Geslacht Stegodibelodon Coppens, 1972  †

  - Onderfamilie Elephantinae Gray, 1821
    - Geslacht Primelephas Maglio, 1970  †
    - Geslachtengroep Loxodontini Osborn 1918
      - Geslacht Loxodonta (Afrikaanse olifanten) Anoniem, 1827

    - Geslachtengroep Elephantini Gray, 1821
      - Geslacht Palaeoloxodon Matsumoto, 1924
      - Geslacht Elephas Linnaeus, 1758
      - Geslacht Mammuthus (Mammoeten) Brookes, 1828  †

De Afrikaanse (Loxodontini) en Euraziatische (Elephantini) lijnen splitsten zich op tussen 4,2 en 9,0 miljoen jaar geleden.

## Out of Africa
Interessant aan de olifantenfamilie is dat ze zich op ongeveer dezelfde manier en in dezelfde tijd als de mens over de wereld heeft verspreid vanuit Afrika: de Out of Africa-theorie. Eerst naar het Midden-Oosten, vandaar naar Europa en Azië en vervolgens naar Amerika. Onderweg evolueerde de olifant. De eerste Afrikaanse olifanten waren bladeters, maar de mammoeten op de Euraziatische steppe kregen sterkere kiezen om de taaie, harde grassen die op de droge steppen groeiden te kunnen vermalen. Ze ontwikkelden daarnaast een dikke harige vacht en kleinere oren tegen de kou.

## Communicatie
Olifanten staan bekend om hun trompetgeluiden die ze maken door te blazen door hun neusgaten. Deze geluiden maken ze meestal bij opwinding, zoals schrik en woede. Naast trompetgeluiden komen ook dreunend gegrom voor bij het begroeten van soortgenoten. Met open mond klinkt dit als gebrul of, als het brullen langer duurt, gejammer. Dit kan overgaan in een razend geluid als de olifant een andere olifant of dier bedreigt.
Om over grotere afstand te communiceren, gebruiken olifanten infrageluiden, die verder reiken door de lucht en grond dan hogere frequenties. De frequenties gaan van 15 tot 35 Hz en kunnen 117 dB luid zijn. Hierdoor is communicatie tot op een afstand van ongeveer 10 km mogelijk. Andere olifanten pikken dit geluid op met hun voeten en slurf. Hierbij richt een kudde zich naar de bron en tillen de olifanten één voorpoot op of leggen ze vaak hun slurf tegen de grond. Deze laagfrequente geluiden worden o.a. gebruikt door zwangere vrouwtjes om aan te geven dat ze gaan bevallen, mogelijk als waarschuwing voor de kans op de komst van roofdieren.

## Tamme olifanten
Tamme Aziatische olifanten zijn al sinds mensenheugenis als werkdieren gebruikt. Omdat een olifant bijna even lang leeft als een mens, blijven de oppasser (de mahout) en zijn olifant hun hele leven samen. In Thailand begint dat nu steeds moeilijker te worden. Veel mahouts zijn werkloos doordat gemechaniseerde trekkracht goedkoper is. Zij zijn dan gedwongen hun olifant te verlaten en met verlaten olifanten loopt het vaak slecht af.
In Afrika zijn er in het verleden ook tamme olifanten geweest. We weten bijvoorbeeld dat Hannibal er de Alpen mee overgetrokken is in de Tweede Punische Oorlog. In die tijd kwamen er nog olifanten voor in Noord-Afrika. In Belgisch-Kongo is - met succes - geprobeerd olifanten te temmen. Het is een moeizaam en langdurig proces, doordat de tweede generatie pas echt tam is. Na de onafhankelijkheid van Congo in 1960 zijn de olifanten weer teruggekeerd naar het bos.
In de jaren 1998-1999 heeft men het in Zuid-Afrika nog eens geprobeerd. De eigenaar van een privé-wildpark vond het een goed idee zijn park beter op de markt te brengen door een aantal mahouts aan te trekken om een begin te maken met het domesticatieproces. Lang heeft het niet geduurd. Toen de pers erachter kwam dat er jonge olifantjes geslagen werden, werd er snel een eind aan gemaakt door de Zuid-Afrikaanse dierenbescherming (de SPCA). Volgens de SPCA waren de arme dieren zo getraumatiseerd dat zij eerst in rehabilitatie moesten.

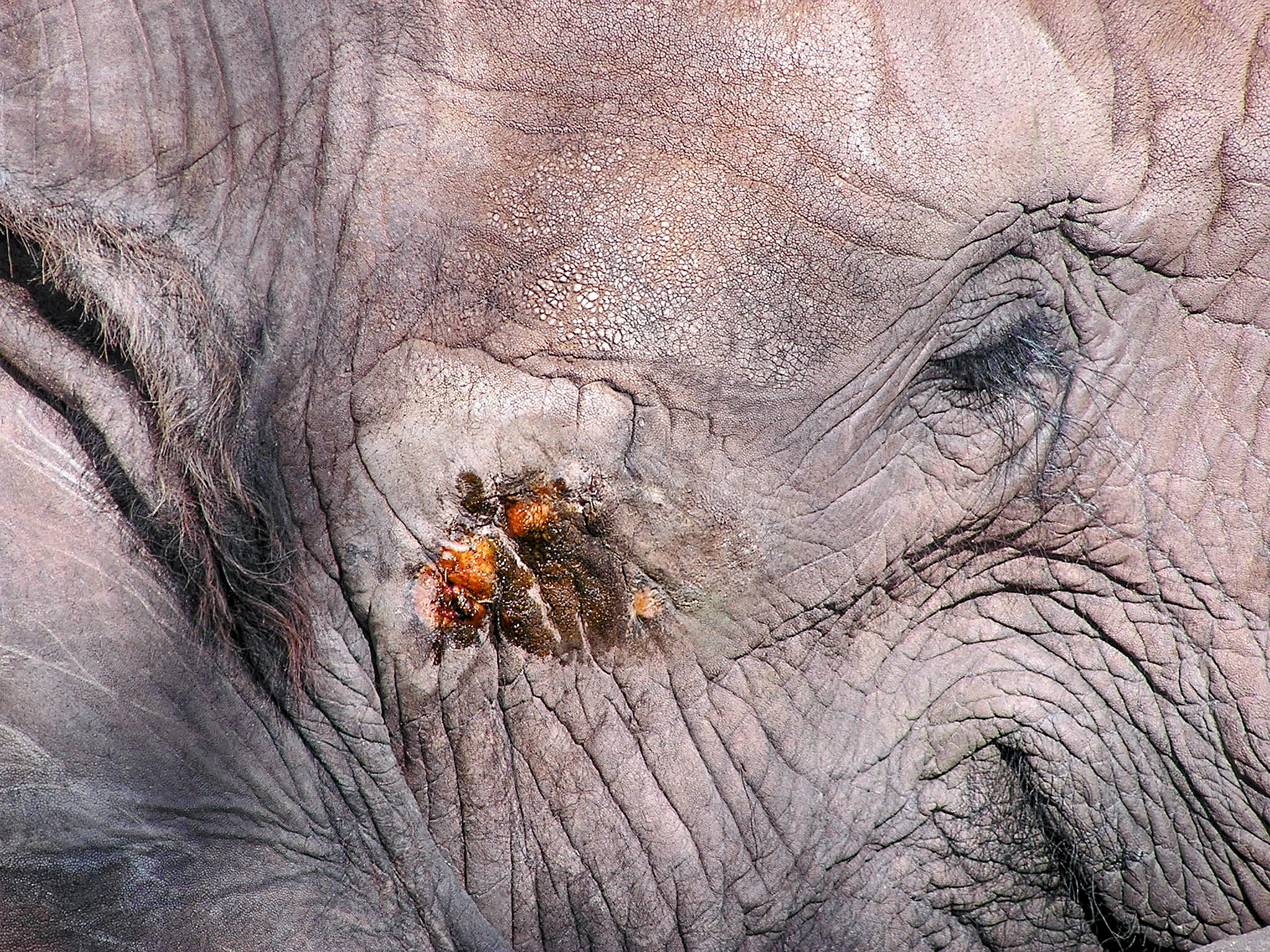
Hormonale afscheiding bij de slaap die wijst op de “musth”.

Een groot probleem bij de domesticatie is dat volwassen bullen in de “musth” (bronsttijd) behoorlijk agressief zijn en dan - door hun grote sterkte - buitengewoon gevaarlijke dieren zijn. Opzichters in dierentuinen weten dat volwassen bullen tot de gevaarlijkste van alle dieren behoren. Bij de domesticatie werkt men dan ook uitsluitend met vrouwelijke olifanten. De koeien worden op gezette tijden het bos in gebracht om daar een ontmoeting te hebben met een wilde bul.
In sommige gevallen kunnen tamme olifanten ook wild worden en zich afreageren op mensen. Dit komt overigens zeer zelden voor. In die gevallen is er dan vaak sprake van een lichamelijke aandoening of draait de olifant geestelijk door, bijvoorbeeld na langdurige dierenmishandeling. Voorbeelden van dolgedraaide olifanten die zijn gedood nadat ze wild werden zijn:
- Chunee, doodgeschoten in 1826 in Londen
- Topsy, geëlektrocuteerd in 1903 op Coney Island in Brooklyn, NY
- Mary, opgehangen in 1916 in Kingsport, Tennessee
- Tyke, doodgeschoten in 1994 in Honolulu, Hawaï

## De koninklijke olifant
In vele monarchieën wordt de olifant gezien als symbool van de kroon. Dit is onder andere het geval in Denemarken en in Thailand. 
In Thailand worden aan de koning verscheidene zogenaamde jonge witte olifanten geschonken. Doordat koning Rama IX al 60 jaar op de troon zit, heeft hij al een twaalftal olifanten ontvangen. De olifanten hebben net als de koning de koninklijke en goddelijke status. Ze hebben een eigen paviljoen in het Paleis van Bangkok, eigen dienaren en een arts. De koning heeft sinds een paar jaar de meeste dieren naar de koninklijke buitenverblijven gezonden. Daar hebben ze meer vrijheid en ze kunnen in de natuur van hun oude dag genieten. Slechts de oudste witte olifant moet bij de koning blijven; hij beschermt de kroon. Elke dag moet het dier om 10.00 uur 's ochtends de koning groeten. Deze ceremonie bestaat uit een knieval van de olifant voor het raam van de troonzaal.
De koningin is begaan met het lot van de vele olifanten in haar land en steunt projecten die de olifant terug naar de natuur brengen. De olifant blijft ook een symbool van macht. Zo schenkt de koning vaak een olifant als relatiegeschenk. 
De koningin van Denemarken heeft een jonge olifant van koning Rama gekregen.
In Denemarken bestaat de Orde van de Olifant; deze nationale ridderorde is de hoogste Deense onderscheiding. 
Daarnaast bezat prins Bernhard van Lippe-Biesterfeld een befaamde collectie sculpturen van olifanten, die na de dood van de prins voor een goed doel geveild werden.

## Media

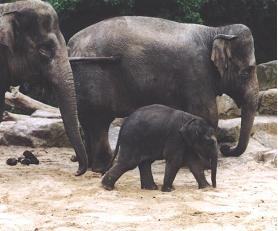
Aziatische olifant
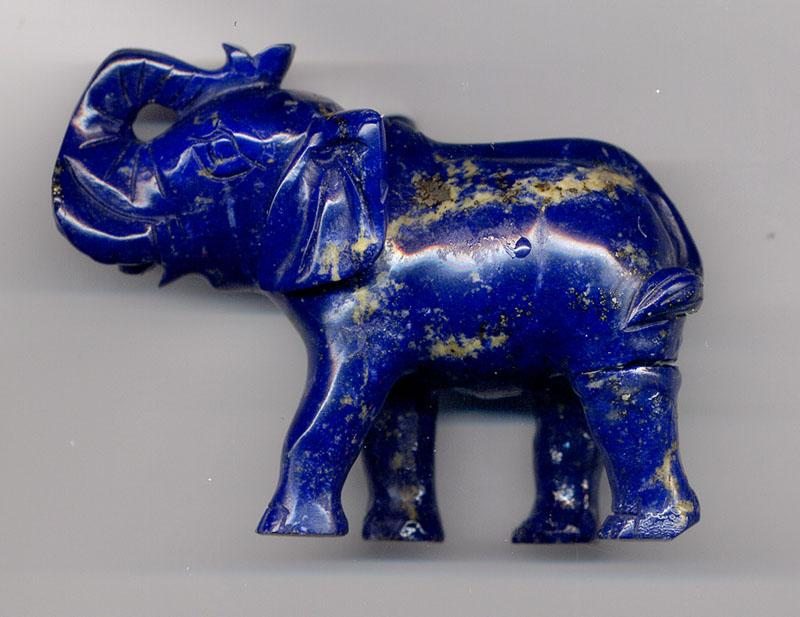
Een beeldje van lapis lazuli
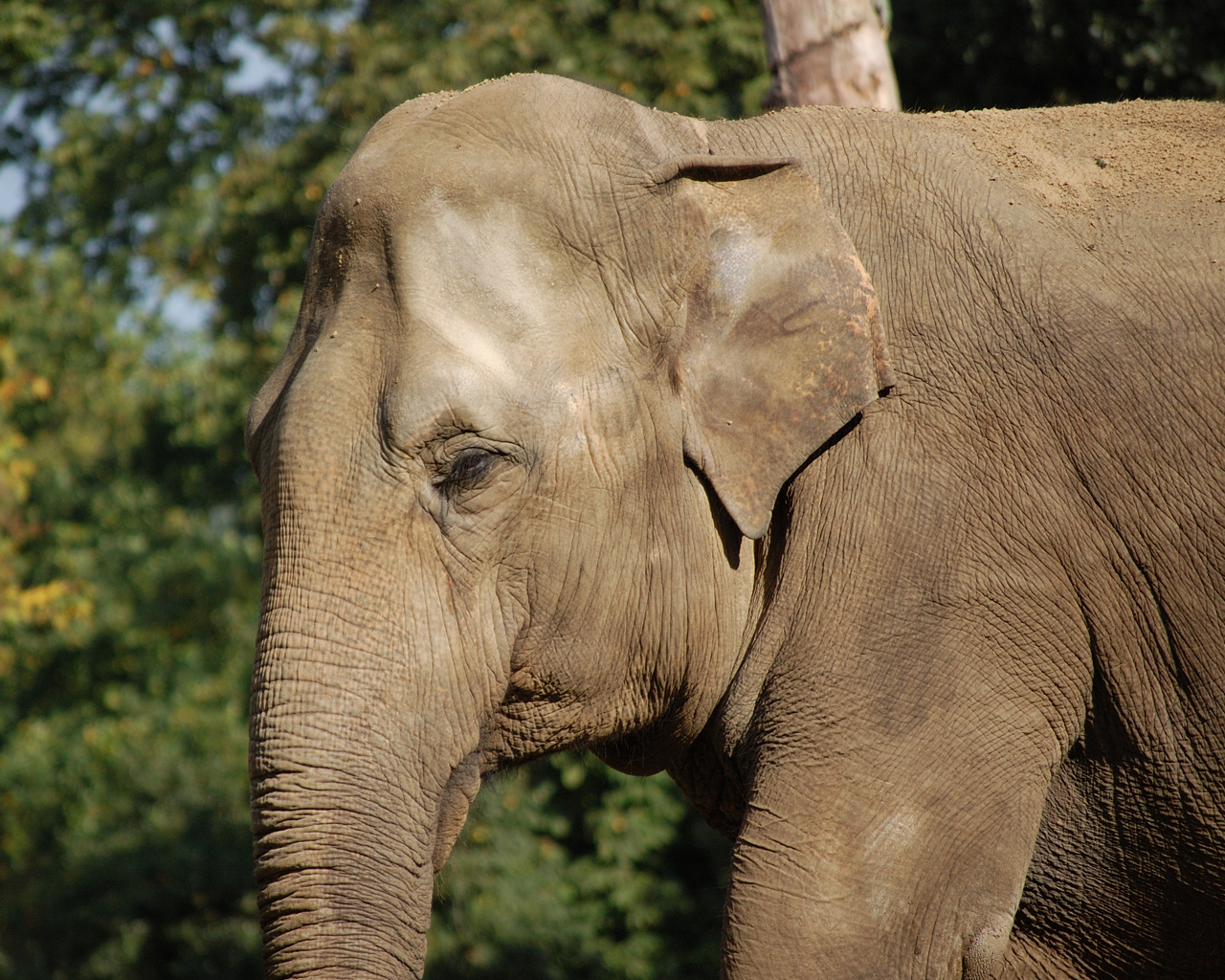
Elephas maximus, Dierenpark Emmen
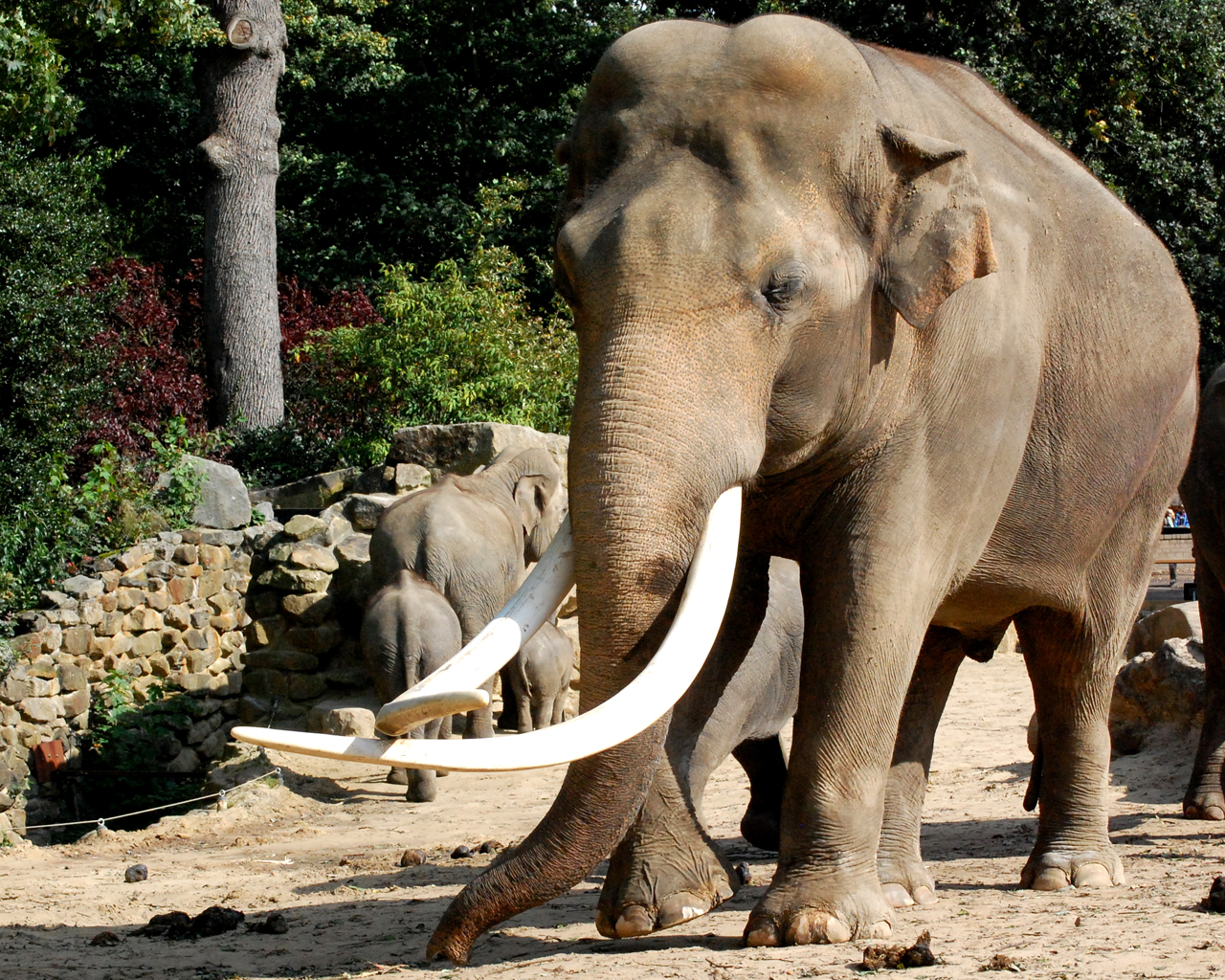
Elephas maximus met slagtanden, Dierenpark Emmen
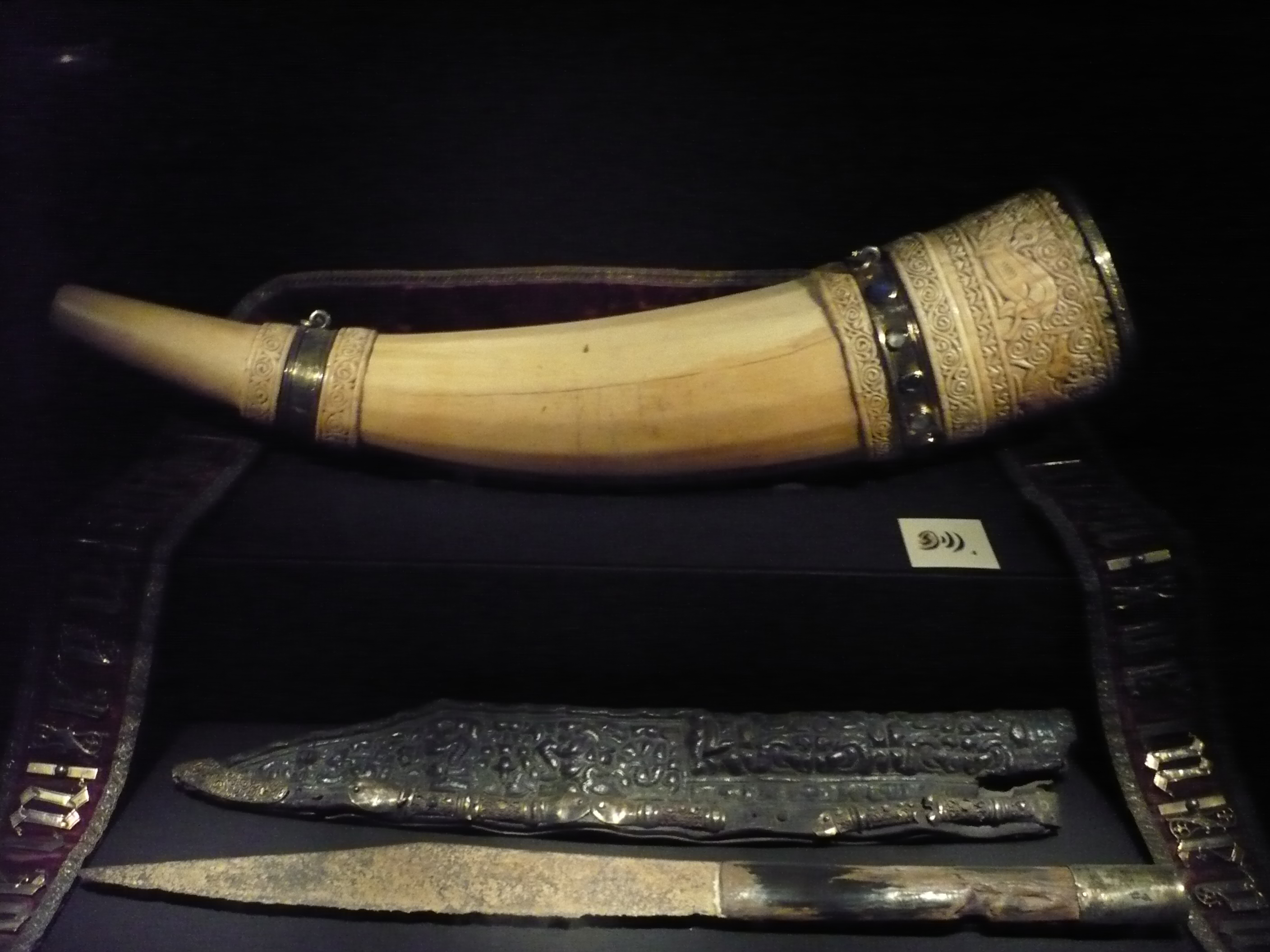
Slagtand uit de schatkamer van de Kathedraal van Aken, 11de eeuw.
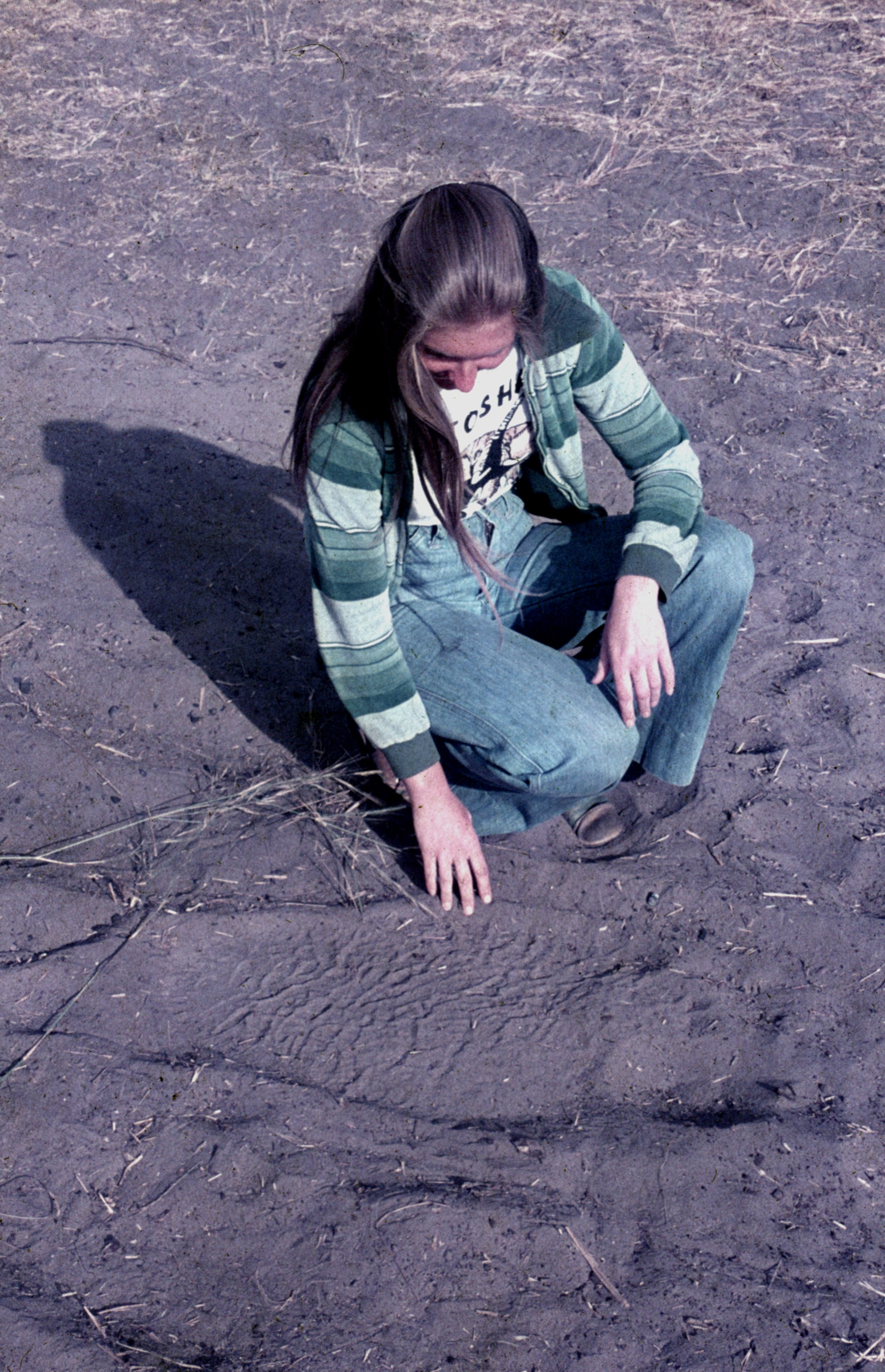
Olifantenvoetafdruk genomen in het Chobe National Park (Botswana)